# Tunnel de Sierre
Le tunnel de Sierre est un tunnel autoroutier situé à Sierre dans le canton du Valais en Suisse. Cet ouvrage est sur l'autoroute A9, appelée autoroute du Rhône en Valais et sur la route européenne 62.

## Description
Long de 2 460 mètres, le tunnel est divisé en deux galeries comportant chacune deux voies de circulation, sans bande d'arrêt d'urgence, avec des trottoirs large de 1,75 mètre à gauche de la chaussée et de 1,5 mètre à droite de la chaussée. Outre l'éclairage supérieur, des lumières insérées en bordure des trottoirs améliorent la visibilité de la trajectoire de la chaussée. Le marquage au sol est une ligne discontinue blanche au centre de la chaussée et deux lignes continues blanches en bordure de la chaussée, celles-ci sont traitillées lorsqu'elles délimitent une aire de secours en cas de panne. 
La vitesse y est limitée à 100 km/h et la densité journalière moyenne du trafic est de 15 000 véhicules.
Ouvert en 1999, le tunnel de Sierre est composé de quatre tunnels couplés :
- Alusuisse (1070 m)[1]
- Géronde (620 m)[2]
- Crête Plane (180 m)
- Ancien Sierre-Plantzette (580 m)[3]

## Sécurité
La sécurité du tunnel a été certifiée comme étant bonne par l'European Tunnel Assessment Programme (EuroTAP). Les angles des murs délimitant les aires de stationnement d'urgence sont à angle droit et sont équipés de glissière de sécurité. Les critères minimums émis par la directive européenne de sécurité des tunnels de 2004 ne couvrent pas le design des murs en fin d'aire d'urgence.

## Accident
Le 13 mars 2012,  28 personnes (dont 22 enfants) ont perdu la vie après qu'un autocar immatriculé en Belgique s'est accidenté dans le tunnel au retour de leur classe de neige.